# Isabella Wei
Isabella Wei (chinesisch 魏蒨妤 Wèi Qiànyú; * 1. Mai 2004) ist eine Schauspielerin aus Hongkong.

## Biografie
Wei besuchte die Chinese International School. Ihr Schauspieldebüt gab sie 2021 in dem Kurzfilm Our 4°c - Able World. Internationale Bekanntheit erlangte sie durch ihre Rolle als Ling Yi in der Netflix-Serie 1899. 2024 wurde Wei für den Film The Crow als Sadie gecastet. Im selben Jahr trat sie in 
Black Doves als Kai-Ming Chen auf.
Derzeit lebt sie in London.

## Filmografie (Auswahl)
- 2022: 1899 (Fernsehserie)
- 2024: The Crow
- 2024: Black Doves (Fernsehserie)
- 2024: Emmanuelle